# 루루 아무르
루루 아무르(일본어: ルールー・アムール)는 《허긋토! 프리큐어》에 등장하는 가공의 인물이다. 애니메이션에서 목소리를 연기한 성우는 타무라 유카리이다.

## 프로필
| 이름(가명)           | 루루 아무르                                                 |
| 본명(제품명)         | RUR-9500                                                    |
| 성별                 | 여자                                                        |
| 종족                 | 안드로이드                                                  |
| 생일                 | 9월 23일                                                    |
| 별자리               | 처녀자리                                                    |
| 나이                 | 불명                                                        |
| 소속                 | 크라이아스 사(~17화까지 이후 퇴사) → 아이돌 '트윈러브' 멤버 |
| 변신명               | 큐어 아무르(Cure Amour)                                     |
| 퍼스널 컬러          | 보라색                                                      |
| 등장 프리큐어 시리즈 | 허긋토! 프리큐어                                            |

## 인물소개
원래는 크라이어스 사에서 제조한 안드로이드 RUR-9500으로 정보분석과 계산이 특기이다. 시간이 멈춰버린 미래를 관리하는 목적으로 탄생되었으며 상사의 지시에만 충실히 따르는 감정 하나 없는 차갑고 무미건조한 로봇이었으나 프리큐어들을 조사하기 위해 스파이로 잠입하다가 하나와 친구들과 접하면서 이런저런 일을 겪으며 마음이 생기기 시작한다. 그 후 크라이아스 사와 결별하게 되고 에미루와 만남으로 음악의 혼에 눈을 뜨고 에미루와 우정이 깊어져 간다. 그 서로의 통하는 마음이 기적을 일으켜서 에미루와 함께 사랑의 프리큐어 큐어 아무르로 변신한다.
안드로이드답게 언제나 차분하고 이성적이며 정확한 분석력은 여전한데 따뜻한 마음까지 가져 완벽히 인간화되었다. 매사 쿨하지만 눈물이 많은 감성적인 면도 가지게 된다.
기계이면서 음식의 맛을 느낄줄 아는 듯하며 다양한 음식들을 많이 먹는 버릇이 생겼다.
좋아하는 음식은 비터 초콜렛.

## 큐어 아무르
"모두다 사랑해! 사랑의 프리큐어! 큐어  아무르!!" (일본어: みんな大好き！愛のプリキュア！キュアアムール！！) 
사랑의 프리큐어로 변신한 모습. 이미지 색은 보라색이다. 큐어 마셰리와 페어로 변신한다.
특징
연보라 머리에서 푸르스름한 은발머리로 변한다.
기술
- 하트 댄스
- 아무르 로큰롤